# Chloe Price
Chloe Elizabeth Price é uma personagem fictícia e uma das protagonistas do jogo Life Is Strange e do prelúdio Life Is Strange: Before the Storm. Ela é interpretada e dublada pelas atrizes Ashly Burch e Rhianna DeVries.

## Desenvolvimento da personagem
Rhianna DeVries, que inicialmente havia feito a captura de movimento para interpretar Chloe Price em Life Is Strange: Before The Storm, dublou a personagem no jogo em questão enquanto que Ashly Burch, a atriz original, atuou como consultora de escrita. A instrumentação foi empregada para representar os diferentes lados da personagem principal: piano para isolamento, guitarra elétrica para rebeldia e camadas de vocais para enfatizar amizade. A banda Daughter utilizou o roteiro e a arte conceitual como inspirações para as composições. Os roteiristas pesquisaram por memórias e psicologia para entender o processo de luto de Chloe. Tais facetas de Chloe foram empregadas no conteúdo encontrado na edição de luxo do Before the Storm, mas também foram adicionadas no primeiro episódio de Life Is Strange. Com relação ao comportamento de Chloe, o co-diretor Michel Koch disse que "nunca considerou afirmar tanto o TPB quanto a depressão, não estigmatizando ninguém e se concentrando em outros tópicos", e também confirmou que a personagem é canhota.

## Aparições

### Jogos eletrônicos

#### Life Is Strange
Na fictícia cidade de Arcadia Bay, Max Caulfield descobre que possui a habilidade de voltar no tempo, e usa seus poderes para salvar uma adolescente de ser morta por seu colega de classe Nathan Prescott na Academia Blackwell. Posteriormente, Max descobre que a mulher que ela salvou foi sua amiga de infância Chloe, e as duas se reencontram e passam o dia juntas, antes de fazerem uma caminhada perto de um farol local. Max é informada de que a amiga de Chloe, Rachel Amber, está desaparecida há vários meses. Então, Max revela seu poder de viagem no tempo para Chloe, e que ela também têm visões de um tornado catastrófico destruindo a cidade.
No dia seguinte, as duas se encontram no restaurante onde Joyce, a mãe de Chloe, trabalha, e decidem experimentar o poder de Max no esconderijo secreto de Chloe. No entanto, a tensão de usar seus poderes faz com que Max tenha um sangramento nasal e desmaie. Chloe a leva de volta para Blackwell.
Max concorda em ajudar Chloe a descobrir o que aconteceu com Rachel. Mais tarde, elas invadem o escritório do diretor à noite para investigar e entram na piscina da escola para nadar antes de fugirem de David Madsen, o chefe de segurança de Blackwell e padrasto de Chloe, e voltarem para o quarto de Chloe. Na manhã seguinte, elas entram no motorhome de Frank Bowers, um traficante de drogas e amigo de Rachel, e descobrem que Rachel estava em um relacionamento com Frank e que havia mentido a respeito disso, fazendo com que Chloe parasse de se sentir traída. Max retorna ao seu dormitório e examina uma foto de infância dela e de Chloe, mas de repente é transportada para o dia em que a foto foi tirada. Max impede que o pai de Chloe, William, morra em um acidente de trânsito, que inadvertidamente cria uma realidade alternativa onde William está vivo, mas Chloe foi paralisada do pescoço para baixo.
Max usa a foto para desfazer sua decisão e retornar aos dias atuais, restaurando a saúde de Chloe. Continuando sua investigação, Max e Chloe obtêm pistas levando-as até um celeiro abandonado de propriedade da família rica e influente de Nathan. Embaixo do celeiro, elas descobrem um bunker secreto contendo fotos de Rachel e sua colega de classe Kate amarrada e intoxicada, com Rachel sendo enterrada no esconderijo secreto de Chloe (situado num ferro-velho). Elas correm de volta para o ferro-velho e encontram o túmulo de Rachel deixando Chloe em desespero. Max segue Chloe para uma festa na escola para confrontar Nathan, acreditando que o próximo alvo dele será a sua colega de classe Victoria Chase. Elas recebem uma mensagem de texto de Nathan, ameaçando destruir a evidência, e correm de volta para o ferro-velho.
De repente, as duas são emboscados por Mark Jefferson, o professor de fotografia de Max, que anestesia Max e mata Chloe com um tiro na cabeça. Max é sequestrada e mantido em cativeiro no "Quarto Escuro", um lugar onde Jefferson tem drogado e fotografado garotas para capturar sua inocência. Jefferson também revela que foi ele quem fez de Nathan um estudante pessoal, mas o matou antes de sequestrar Max por ele ter dado uma overdose em Rachel enquanto tentava imitar o trabalho de Jefferson. Max escapa por uma fotografia e volta vários dias no tempo, redefinindo a linha do tempo. Ela alerta David, que prende Jefferson (e Nathan).
Max tem a oportunidade de ir a São Francisco e ter uma de suas fotos exibidas em uma galeria de arte. Ela liga para Chloe durante o evento e descobre que a tempestade atingiu Arcadia Bay. Então, Max viaja de volta para a época em que tirou a foto da galeria, o que eventualmente a leva para várias realidades alternativas. Max e Chloe finalmente retornam ao farol e confrontam o fato de Max ter trazido a tempestade ao salvar Chloe de ser baleada por Nathan no começo da semana. A única maneira de impedir isso é que Max volte até aquele momento através de uma foto que havia tirado naquele dia e permita que Chloe seja morta por Nathan. Por fim, Max deve fazer uma escolha: sacrificar a vida de Chloe para salvar Arcadia Bay, ou sacrificar Arcadia Bay para poupar Chloe.

#### Life Is Strange: Before the Storm
Três anos antes dos eventos de Life Is Strange, Chloe Price, com dezesseis anos de idade, sai às escondidas para entrar em um show que está acontecendo em uma serraria antiga. Dentro do estabelecimento, ela entra em discussão com dois homens, mas consegue evitá-los quando a sua colega de escola Rachel Amber causa uma distração salvando-a da briga. No dia seguinte, Chloe e Rachel se reencontram na Academia Blackwell e decidem gazear aula pulando dentro de um trem de carga e, na sequência, vão até um miradouro. Elas observam pessoas através de um mirante e vêem um homem e uma mulher se beijando no parque, o que perturba Rachel. Elas roubam vinho dos campistas locais e dão um passeio até chegarem em um ferro-velho. Chloe confronta Rachel sobre sua mudança de humor, mas ela se recusa a respondê-la. Mais tarde, quando Chloe e ela se reencontram, Rachel revela que ela testemunhou, através do mirante no parque, o seu pai, James, beijando uma mulher que não era a sua mãe. Então, Rachel queima uma foto de família e a joga em uma lixeira. Contudo, em um ataque de raiva, ela chuta-a o que acaba provocando um incêndio florestal.
No dia seguinte, Chloe e Rachel são repreendidas pelo diretor Wells por terem fugido da escola. Chloe se esconde no ferro-velho, onde encontra uma caminhonete velha precisando de reparos. Ela então recebe uma ligação de Frank Bowers, um traficante de drogas local, que organiza uma reunião para discutir o pagamento de sua dívida com ele. Chloe concorda em recompensá-lo, ajudando-o a roubar dinheiro de seu colega de classe, Drew North, que deve uma grande quantia de dinheiro para Frank. No entanto, Chloe descobre que Drew está sendo violentamente extorquido por outro traficante de drogas, Damon Merrick, e ela deve decidir se paga o traficante com o dinheiro que roubou de Drew para protegê-lo ou se fica com ele para si. Posteriormente, quando uma aluna não consegue participar da produção teatral da escola, A Tempestade, devido ao fechamento de estradas causado pelo incêndio, Chloe assume relutantemente o papel oposto a Rachel. Depois da peça, elas decidem deixar Arcadia Bay com a caminhonete do ferro-velho e seguem para a casa da Rachel para fazer as malas. Lá, após um confronto, James revela que a mulher que ela o viu beijando não era uma amante, mas sim a mãe biológica de Rachel.
Rachel é informada de que sua mãe biológica, Sera, é uma viciada em drogas e que no dia em que seu pai a beijou, ele rejeitou o pedido de Sera para conhecer a Rachel, depois que ele decidiu adotá-la quinze anos atrás. Rachel fica abalada com essa revelação o que faz a Chloe prometer para ela que iria encontrar a Sera, mesmo que fosse contra os desejos de James. Dessa forma, Chloe entra em contato com Frank, que concorda em encontrá-la no ferro-velho. Ela conserta a caminhonete antes que Rachel chegue ao seu encontro. Porém, elas são emboscados por Frank e Damon, que apunhala Rachel depois que ele percebe que ela é a filha do promotor público. Sobrevivendo a ferida, Rachel se recupera no hospital. Chloe dá continuidade a sua busca pela Sera invadindo e investigando o escritório de James em busca de pistas sobre o paradeiro dela, e acaba descobrindo que James estava em contato com Damon já faz algum tempo; Chloe usa o celular de James para convencer Damon a revelar onde a Sera está, e descobre que Damon a sequestrou para que James pagasse pelo resgate na serraria, que agora estava destruída por consequência do incêndio na floresta. Chloe corre até Damon para pagar-lhe, mas quando ela chega até ele, descobre que James queria que ele matasse Sera. Frank aparece e luta com Damon, que deixa Chloe inconsciente. Depois que acorda, Chloe se encontra com Sera; ela pede para Chloe nunca contar a Rachel sobre as ações de James. De volta ao hospital, Chloe se depara com uma escolha: contar tudo o que aconteceu para Rachel ou protegê-la da verdade.

#### Episódio bônus
No episódio bônus intitulado "Farewell", Max Caulfield, de 13 anos, se esforça para noticiar Chloe de que sua família está se mudando para Seattle em três dias. As duas encontram uma gravação feita por si mesmas com oito anos de idade falando de um tesouro enterrado há muito tempo. Depois de encontrar o mapa e um amuleto no sótão, Max e Chloe descobrem o local do tesouro, apenas para descobrir que o pai de Chloe, William, colocou a cápsula do tempo que ambas enterraram dentro de um barril junto com uma gravação de voz, por segurança. Max pode escolher entre contar a verdade a Chloe ou escondê-la; independentemente de sua decisão, seus planos para o resto do dia são interrompidos quando a mãe de Chloe, Joyce, retorna para casa com a notícia da morte de William. Dias depois, Max vai ao funeral de William e parte para Seattle com seus pais imediatamente depois do enterro, deixando Chloe enlutada.

#### Life Is Strange 2
Chloe é mencionada por David enquanto ele conversa com Sean Diaz, o protagonista do jogo. Se ela foi sacrificada no primeiro jogo, David explica como sua enteada foi morta por Nathan, o que fez com que Joyce e ele se separassem há algum tempo. No entanto, caso o jogador tenha optado pelo final no qual Arcadia Bay é sacrificada, Chloe (que deixou a cidade com Max) acabou mantendo contato com David deixando suas diferenças de lado, como aludido quando Chloe finalmente o reconheceu como seu padrasto em vez de uma variação depreciativa do próprio. Ela também é vista em duas fotografias guardadas dentro no trailer de David; a foto dele, Joyce e ela na frente de sua casa, e uma com ela e Max em algum tempo depois de 2013. Após sua conversa com Sean, David recebe uma ligação de Chloe a qual ele resolve atender na privacidade do seu trailer. Aparentemente, ela e Max moram ou visitaram Nova Iorque onde tiveram uma experiência ruim com um morador local, pois David lembra que "os nova-iorquinos são idiotas". David também se refere a ela como "querida", e também é subtendido que tanto ela quanto Max o visitaram há algum tempo.

### História em quadrinhos
Chloe Price é uma das personagens principais do encadernado de histórias em quadrinhos intitulado Life is Strange, publicado pela Titan Comics. A história em quadrinhos serve como uma sequência do jogo, ocorrendo após o final de "Sacrificar Arcadia Bay" do jogo original. Originalmente idealizado como um one-shot de quatro edições, o gibi já foi confirmado para continuar em outras edições como uma série em andamento.

## Recepção
A personagem Chloe Price foi geralmente bem recebida pelos críticos de jogo eletrônicos. Ela foi ranqueada como uma das melhores personagens dos jogos eletrônicos da década de 2010 pelo Polygon ao lado de Max Caulfield; o escritor Colin Campbell elogiou seu relacionamento, particularmente suas diferenças e como "tiram o melhor proveito um do outro".

Burch recebeu um prêmio BAFTA na categoria de melhor interpretação em um jogo eletrônico por seu papel como Chloe.